# Yazid Atouba
Yazid Atouba (Yaoundé, 2 gennaio 1993) è un ex calciatore camerunese, di ruolo centrocampista.

## Palmarès

### Club

#### Competizioni nazionali
- Campionato camerunese: 1

Cotonsport Garoua: 2015